# Unicorn (Noa Kirel)

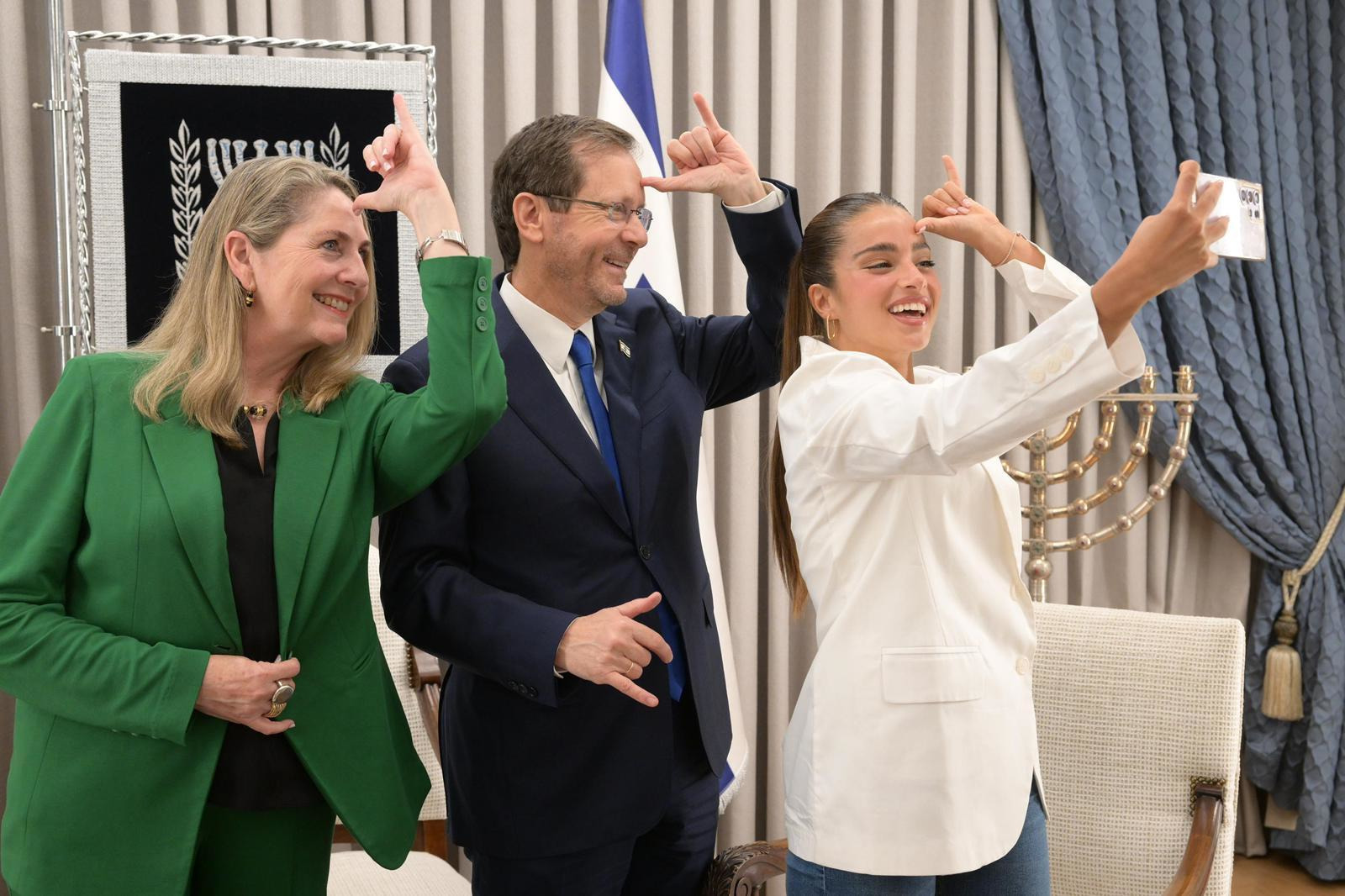
Noa Kirel fa il gesto dell'unicorno, parte della coreografia della canzone, insieme al presidente israeliano Isaac Herzog e a sua moglie il 27 aprile 2023

Unicorn è un singolo della cantante israeliana Noa Kirel, pubblicato l'8 marzo 2023.

## Promozione
Il 10 agosto 2022 l'emittente radiotelevisiva israeliana Kan ha annunciato di avere selezionato internamente Noa Kirel come rappresentante nazionale all'Eurovision Song Contest 2023 a Liverpool. Il 17 gennaio 2023 Unicorn è stato annunciato come suo brano eurovisivo, ed è stato presentato il successivo 8 marzo. Nel maggio successivo, dopo essersi qualificata dalla prima semifinale, Noa Kirel si è esibita nella finale eurovisiva, dove si è piazzata al 3º posto su 26 partecipanti con 362 punti totalizzati, regalando a Israele il suo secondo miglior piazzamento del nuovo millennio dopo la vittoria del 2018. Ha ricevuto il massimo dei punteggi dalle giurie di Armenia, Azerbaigian, Francia, Italia e Polonia, ed è risultata la preferita dal pubblico in Armenia, Azerbaigian, Cipro e nel voto combinato dei paesi non partecipanti.

## Tracce
Testi e musiche di Doron Medalie, May Sfadia, Noa Kirel e Yinon Yahel.
Download digitale, streaming
1. Unicorn – 2:50

Download digitale, streaming – Sagi Kariv & Itay Galo Remix
1. Unicorn (Sagi Kariv & Itay Galo Remix) – 3:49

Download digitale, streaming – Rotem Mansano Remix
1. Unicorn (Rotem Mansano Remix) – 3:13

Download digitale, streaming – Hope Version
1. Unicorn (Hope Version) – 3:21

## Classifiche

### Classifiche settimanali
| Classifica (2023) | Posizione massima |
| ----------------- | ----------------- |
| Austria           | 43                |
| Finlandia         | 10                |
| Grecia            | 3                 |
| Irlanda           | 37                |
| Islanda           | 7                 |
| Israele           | 1                 |
| Lettonia          | 19                |
| Lituania          | 6                 |
| Norvegia          | 30                |
| Paesi Bassi       | 74                |
| Polonia           | 21                |
| Regno Unito       | 45                |
| Repubblica Ceca   | 84                |
| Svezia            | 27                |
| Svizzera          | 46                |

### Classifiche di fine anno
| Classifica (2023) | Posizione |
| ----------------- | --------- |
| Israele           | 3         |